# Musikhalle Münster
Das Projekt zur Entwicklung einer Musikhalle im westfälischen Münster wird bereits seit Ende der 1980er Jahre diskutiert.

## Geschichte
Bereits 1989 gab es Vorschläge zur Ansiedlung einer Musikhalle in Münster. 1993, anlässlich des 1200-jährigen Jubiläums der Stadt, wurde ein Wettbewerb zur Umgestaltung des innerstädtischen Schlossplatzes ausgerufen, mit besonderem Augenmerk auf den Bau eines Konzerthauses. Die nächsten Jahre bewegte sich wenig um die Musikhalle. Erst 2000, mit dem Versprechen Wolfgang Clements, der Stadt die Fläche kostenfrei zu überlassen und ein Museum für Gegenwartskunst zu fördern, kam das Projekt wieder ins Gespräch. Aus diesen beiden Projekten wurde das Kulturforum Westfalen geschmiedet, mit einem von der Stadt betriebenen Konzerthaus und dem Museum mit dem Landschaftsverband Westfalen-Lippe (LWL) als Träger. Bis Dezember 2003 wurden fünf Konzepte ausgewählt.
Als Rahmenbedingungen wurde eine Grundfläche der Musikhalle von 3500 m² und des Museums von 3900 m² angesehen, als Ort wurde der südliche Hindenburgplatz ausgewählt, der hauptsächlich als Parkplatz dient, aber auch drei Mal jährlich das Volksfest Send beherbergt. In den folgenden Monaten wurden lediglich Detailfragen geklärt. Ins Wanken geriet das Projekt, als die Stadt Ende 2004 im Zuge eines Sparprogramms ihre Beteiligung auf 40 %, maximal aber 12 Millionen Euro, beschränkte. Den Rest der mit 30 Millionen Euro geplanten Kosten, müssten private Investoren beibringen.
Ende 2006 zog sich dann der LWL zurück, um stattdessen die Sanierung des LWL-Landesmuseums für Kunst und Kulturgeschichte am Domplatz zu forcieren. Daraufhin strich die Stadt das Museum aus ihren Planungen. Anfang 2007 lagen nach Aussage der Stiftung Musikhalle Zusagen für 10 Millionen Euro aus privaten Quellen vor.
Im Oktober 2007 bekräftigte im Rat der Stadt eine Mehrheit aus Vertretern der CDU, SPD und FDP (gegen die Stimmen der Grünen und anderer kleinerer Parteien), den Willen zum Bau einer Musikhalle, und zwar trotz Wahrnehmung der immer stärker werdenden Kritik aus der Bevölkerung. Im November formierte sich eine Bürgerinitiative gegen das umstrittene Bauprojekt. Mittels eines Bürgerbegehrens mit 24.400 Befürwortern wurden der Rat und der Oberbürgermeister gezwungen, die Bürger der Stadt an der Entscheidung über das Projekt zu beteiligen, und einen Bürgerentscheid über das Bauprojekt durchzuführen. Der Bürgerentscheid wurde am 27. April 2008 durchgeführt. Im Vorfeld der Abstimmung erneuerte Jürgen Rüttgers im März 2008 das Versprechen der Landesregierung, der Stadt den gesamten Hindenburgplatz kostenfrei zu übertragen, sollte die Musikhalle gebaut werden. Im Bürgerentscheid, an dem rund 45 % der Wahlberechtigten (und damit mehr als erforderlich) teilnahmen, stimmten rund 70 % dagegen, städtische Gelder für diese umstrittene Projekt auszugeben. Die Bürger haben die Planungen der Stadt so zumindest vorerst gestoppt.